# Cinerit
Cinerit este o rocă sedimentară fină – adesea moale și poroasă, formată din elemente de natură piroclastică (vulcanică) cu dimensiuni mai mici, prinse printr-un liant și consolidate.